# Himerta gelida
Himerta gelida är en stekelart som beskrevs av Leblanc 1989. Himerta gelida ingår i släktet Himerta och familjen brokparasitsteklar. Inga underarter finns listade i Catalogue of Life.